# LIV Golf
Le LIV Golf est un circuit professionnel de golf masculin créé en 2021 dont la première édition s'est tenue en 2022.
La création de ce circuit international a pour ambition de redorer l'image de l'Arabie Saoudite dirigé par Mohammed ben Salmane par le sport appelé « blanchiment par le sport (sportswashing) » et « soft power ». Financé par le fonds public d'investissement d'Arabie saoudite (PIF) dont le directeur est Yasir Al-Rumayyan avec comme directeur général du circuit l'ancien golfeur australien Greg Norman, ce circuit fermé qui sélectionne ses joueurs à base de contrats annuels se présente comme une ligue dissidente à la PGA Tour et autres circuits en débauchant de nombreux joueurs présents dans le top 100 mondial.
La saison se dispute sur quatorze épreuves se disputant sur trois jours et non quatre jours dans un format de 54 trous sans cut, agrémenté d'un classement par équipes. Parmi les joueurs ayant rejoint cette ligue fermée, il s'y trouvent de nombreux vainqueurs de tournoi du Grand Chelem tels que Dustin Johnson, Charl Schwartzel, Henrik Stenson, Cameron Smith, Brooks Koepka, Patrick Reed, Martin Kaymer, Bryson DeChambeau, Sergio García, Phil Mickelson, Bubba Watson, Louis Oosthuizen et Jon Rahm. Cela amène une confrontation entre les joueurs fidèles à la PGA Tour tels que Tiger Woods et Rory McIlroy avec les joueurs dissidents.

## Histoire

### Situation du golf en 2021
Le golf est un sport mondial disposant de nombreux circuits professionnels masculins présents sur chaque continent. Parmi les circuits, le PGA Tour, créé en 1948 et établi aux États-Unis, est le plus prestigieux en raison de la présence des quatre tournois de Grand Chelem, des épreuves les mieux dotées financièrement et de la présence de nombreux Américains. Par son modèle, le PGA Tour détient une sorte de monopole sur l'organisation des compétitions de golf.

### Ambition de l'Arabie saoudite dans le sport masculin mondial via son fonds souverain

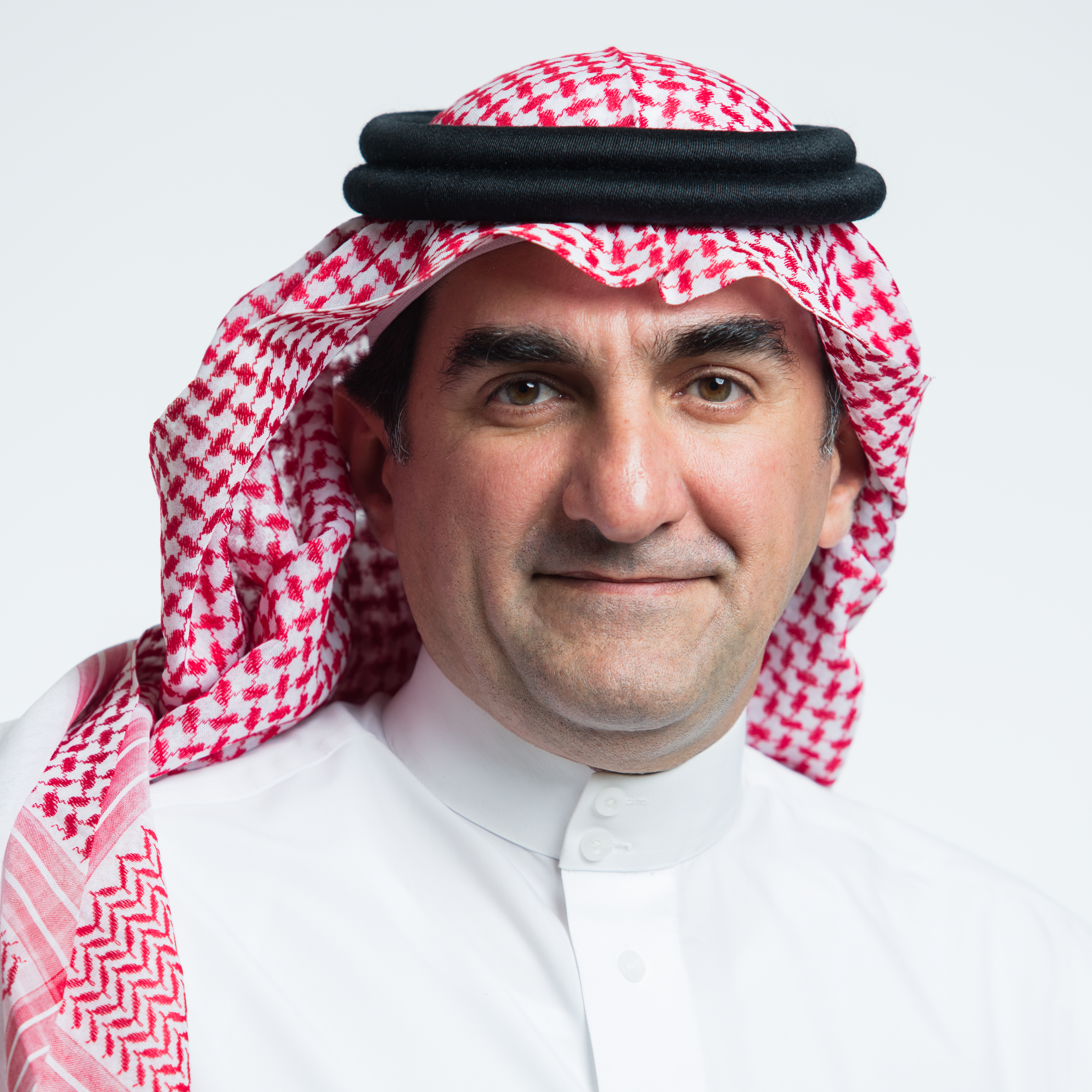
Yasir Al-Rumayyan, directeur du fonds public d'investissement d'Arabie saoudite qui finance le LIV Golf.

Dans les années 2020, le fonds public d'investissement d'Arabie saoudite dirigé par Yasir Al-Rumayyan poursuit son ambition de redorer l'image de l'Arabie Saoudite dirigé par Mohammed ben Salmane par le sport appelé « blanchiment par le sport (sportswashing) » et « soft power ». Ses voisins, le Qatar et Abou Dhabi (émirat des Émirats arabes unis), ont effectué ces investissements dans le sport depuis quelques années en prenant le contrôle des clubs de football européens du Paris Saint-Germain et de Manchester City. Ce fonds souverain du Royaume d'Arabie saoudite a, à son origine, le rôle d'être le premier organe d’investissement du Royaume d'Arabie saoudite, finançant des projets liés à la raffinerie, aux fertilisants, ainsi qu’à l’industrie pétrochimique et électrique, avant une internationalisation de ses investissements en prenant des participations au sein d’entreprises et de projets publics nationaux ou internationaux à partir de 2014, et enfin un investissement dans le sport mondial à partir de 2020.
En cette année 2021, l'Arabie saoudite sort d'une crise diplomatique à la suite de l'assassinat de Jamal Khashoggi en octobre 2018 et du non-respect en matière de droits humains. Pour se faire, ce fonds souverain du Royaume d'Arabie saoudite a lourdement investi depuis dans le sport depuis quelques années matérialisé par :
- le rachat du club de football de Newcastle United en Angleterre en octobre 2021 ;
- l'investissement massif en recrutant de nombreux joueurs de football pour le Championnat d'Arabie saoudite via ses clubs détenus tels qu'Al-Nassr FC (achats de Cristiano Ronaldo, Sadio Mané, Aymeric Laporte), Al-Ittihad Club (achats de Karim Benzema et N'Golo Kanté), Al-Ahli FC (Riyad Mahrez et Allan Saint-Maximin) ou encore Al-Hilal FC (avec Neymar et Kalidou Koulibaly) ;
- l'organisation du Paris-Dakar en Arabie saoudite à partir de 2020 ;
- sa participation financière dans la ligue américaine de MMA nommée Ultimate Fighting Championship (UFC), discipline d’arts martiaux mixtes ;
- le tournoi d'équitation de jumping cinq étoiles, l'un des plus dotés du monde ;
- des combats de boxe anglaise pour le compte des quatre plus importantes fédérations internationales : la World Boxing Association (WBA), l'International Boxing Federation (IBF), le World Boxing Council (WBC) et le World Boxing Organization (WBO) ;
- des combats de World Wrestling Entertainment (WWE) de catch sur son sol
- l'organisation d'un Grand Prix de Formule 1 dans les avenues de Djedda ;
- le partenaire naming du classement masculine de tennis de l'Association of Tennis Professionals (ATP), et l'organisation des finales de l'ATP appelé le Masters de tennis sur son sol.

### 2021: Création du LIV Golf

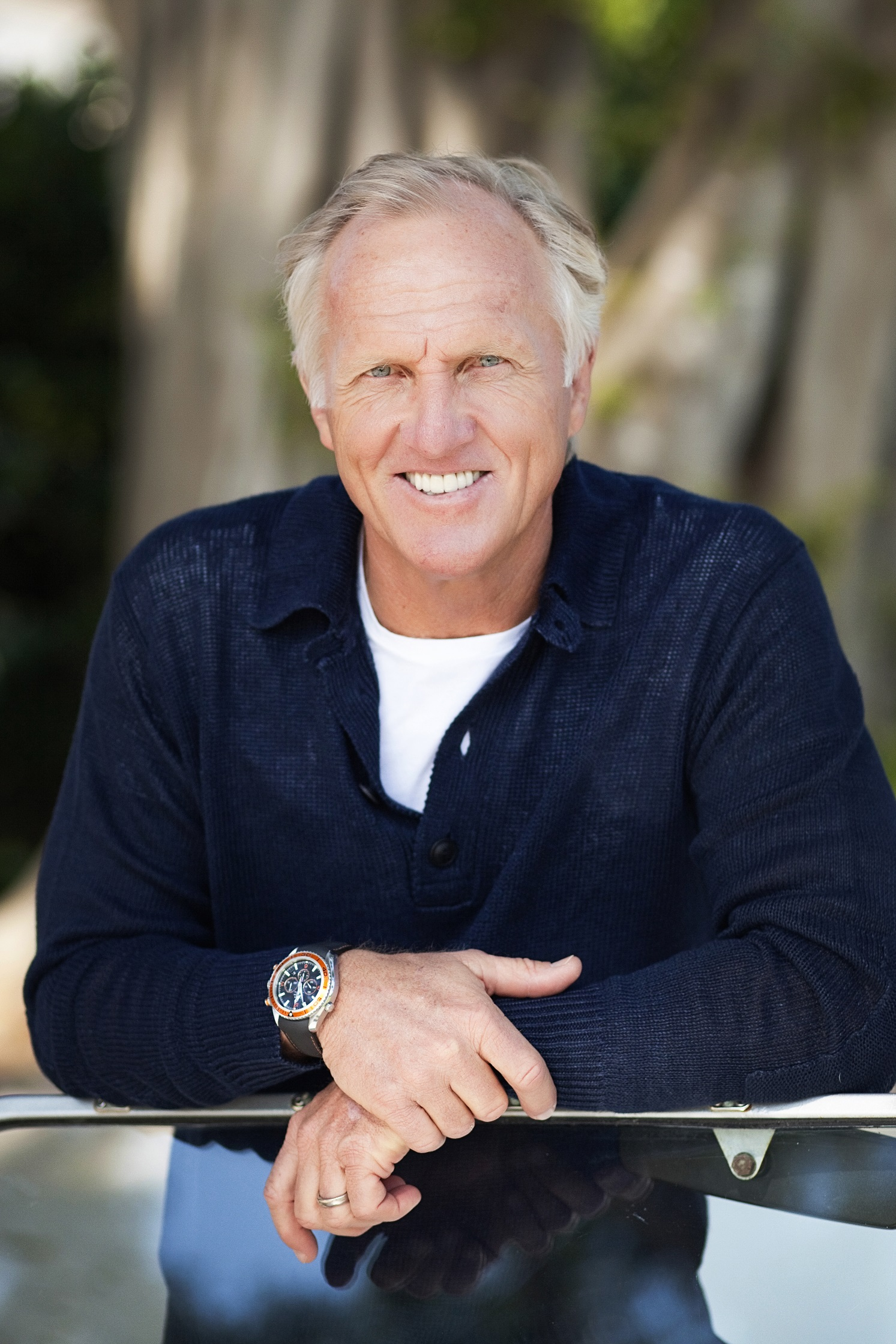
L'ancien golfeur Greg Norman est le directeur général de LIV Golf de 2021 à 2024.

En 2021, le Directeur du fonds public d'investissement d'Arabie saoudite Yasir Al-Rumayyan nomme l'ancien golfeur australien Greg Norman en tant que directeur général d'un nouveau circuit masculin de golf professionnel, nommé LIV Golf, avec pour objectif de mettre en place une sorte d’une « Super Ligue » et de débaucher de nombreux joueurs présents dans le top 100 mondial et le circuit de la PGA Tour. Ce circuit a le soutien de Donald Trump encourageant les joueurs de la PGA Tour à le rejoindre, et accueille à cinq reprises le LIV Golf au sein de ses propriétés sur le territoire américain les deux premières années (Bedminster, Washington et Miami).

### 2022: Édition inaugurale
La première édition se déroule de juin à octobre 2022 autour de huit tournois qui se déroulent en Angleterre, États-Unis, Thaïlande et Arabie saoudite. Le format est différent du PGA Tour, avec trois jours de compétition pour un 54 trous en shotgun. Chaque compétition prévoit une dotation de 20 millions de dollars en individuel et 5 millions de dollars en équipe, dépassant les dotations de tous les autres tournois de la PGA Tour. Décrié par la presse, il séduit toutefois de nombreux joueurs prestigieux et vainqueur de Grand Chelem tels Cameron Smith, Bryson DeChambeau, Branden Grace, Henrik Stenson, Phil Mickelson, Dustin Johnson, Patrick Reed, Martin Kaymer, Ian Poulter, Louis Oosthuizen et Brooks Koepka, moyennant de gros bonus de participation en millions de dollars. Ils sont agrémentés de deux immenses stars de la discipline avec Phil Mickelson et Dustin Johnson. En revanche, Tiger Woods refuse le débauchage malgré un offre de plus de 800 millions de dollars.

### 2023: Seconde édition
La seconde édition se déroule de février à octobre 2023 autour de quatorze tournois qui se déroulent en Angleterre, États-Unis, Arabie saoudite comme en 2022 ajoutés du Mexique, Australie, Singapour et Espagne. La dotation reste de 20 millions de dollars en individuel et 5 millions de dollars en équipe. De nouveaux joueurs intègrent le circuit.

### 2024: Arrivée de Jon Rahm
La troisième édition se déroule de février à octobre 2024 autour de quatorze tournois qui se déroulent en Angleterre, États-Unis, Arabie saoudite, Mexique, Australie, Singapour, Espagne et l'arrivée d'un nouveau pays accueillant l'événement : Hong-Kong. La dotation reste de 20 millions de dollars en individuel et 5 millions de dollars en équipe. En décembre 2023, l'Espagnol Jon Rahm, classé n°3 mondial et tenant du titre du Masters d'Augusta, annonce son départ du PGA Tour pour le LIV Golf faisant de lui le sportif le mieux payé du monde avec un contrat d'environ 450 millions de dollars sur cinq années, devançant le footballeur portugais Cristiano Ronaldo. Il est alors le grand transfert avec Lucas Herbert, Tyrrell Hatton et Adrian Meronk. Le récent vainqueur de l'Open américain, Wyndham Clark, est également approché mais ce dernier refuse l'offre, tout comme le Nord-irlandais Rory McIlroy dont les spéculations font état d'une offre de 850 millions de dollars au cours de l'année.

## Joueurs

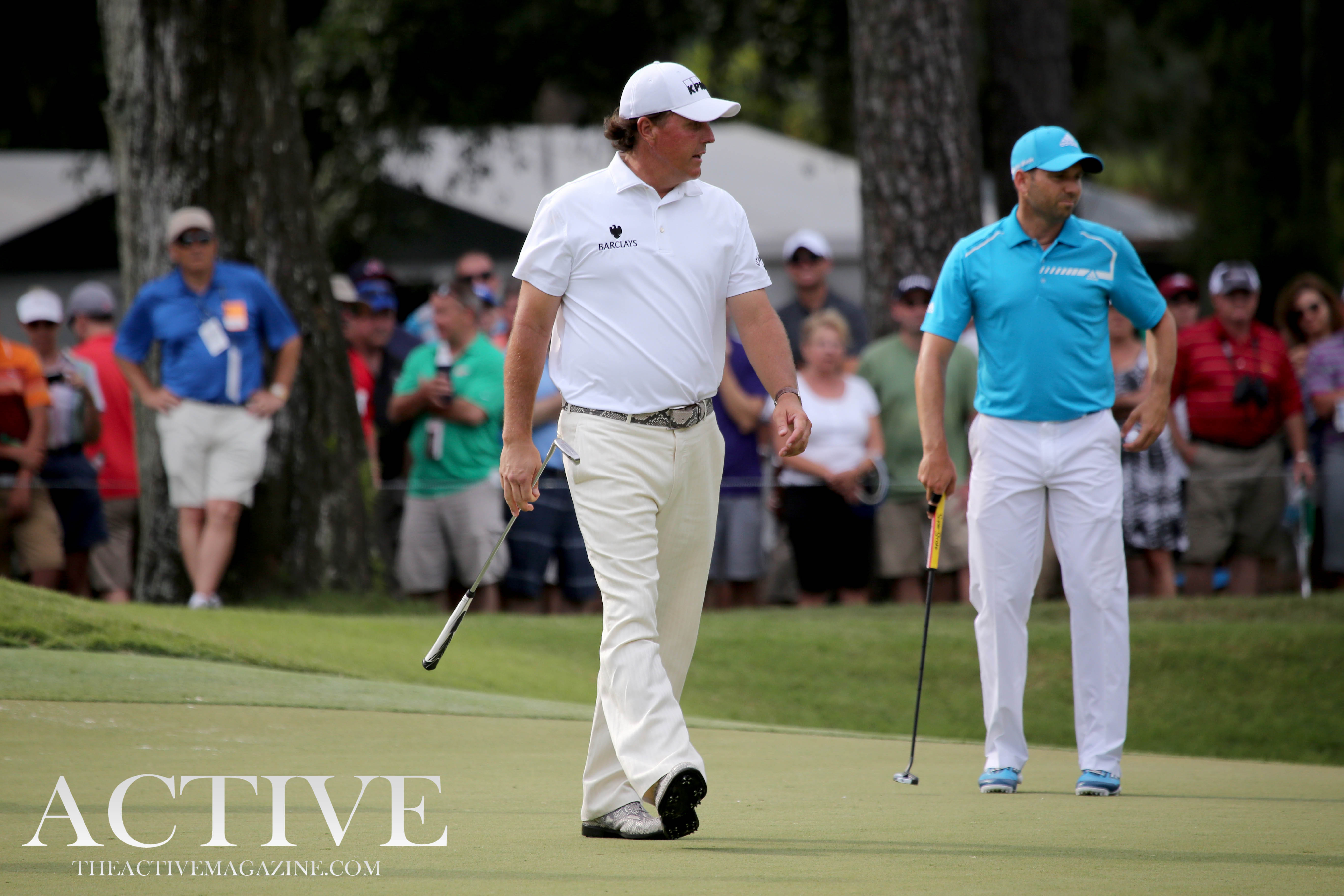
Phil Mickelson et Sergio García ont intégré le LIV Golf dès 2022 à son inauguration.

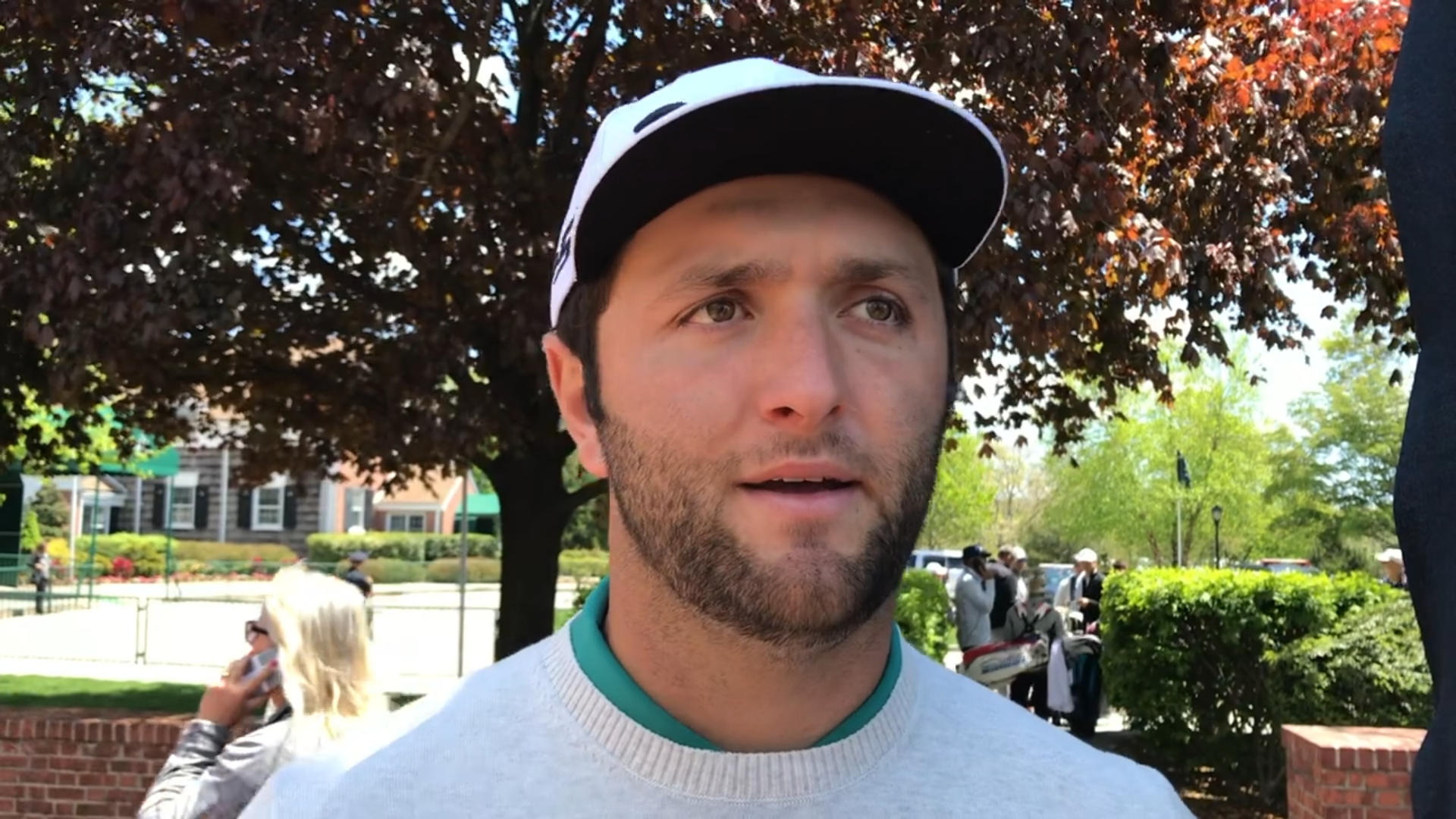
L'Espagnol Jon Rahm signe un contrat de 450 millions de dollars pour cinq années de participation au LIV Golf à compter de 2024.

En plus des riches dotations des épreuves qu'organisent le LIV Golf, les joueurs signent des contrats leur assurant un pactole quel que soit le résultat. Ainsi, beaucoup expriment leurs volontés de disputer ce circuit au regard des sommes versées, à l’opposé Tiger Woods a refusé l'offre de 800 millions de dollars.
Voici des exemples des joueurs ayant eu une garantie financière pour leur participation :
| Année | Golfeur           | Prime de participation          |
| ----- | ----------------- | ------------------------------- |
| 2022  | Cameron Smith     | 100 millions de dollars         |
| 2022  | Phil Mickelson    | 138 millions de dollars         |
| 2022  | Dustin Johnson    | 138 millions de dollars         |
| 2022  | Brooks Koepka     | 130 millions de dollars         |
| 2022  | Sergio García     | au moins 40 millions de dollars |
| 2022  | Henrik Stenson    | 50 millions de dollars          |
| 2022  | Louis Oosthuizen  | 100 millions de dollars         |
| 2022  | Martin Kaymer     | 30 millions de dollars          |
| 2022  | Ian Poulter       | 60 millions de dollars          |
| 2022  | Lee Westwood      | 40 millions de dollars          |
| 2022  | Bryson DeChambeau | 125 millions de dollars         |
| 2022  | Bubba Watson      | 50 millions de dollars          |
| 2022  | Joaquin Niemann   | 100 millions de dollars         |
| 2024  | Adrian Meronk     | 10 millions de dollars          |
| 2024  | Jon Rahm          | 450 millions de dollars         |
| 2024  | Tyrrell Hatton    | 60 millions de dollars          |

## Palmarès
| Année | Vainqueur      | Deuxième        | Troisième     | Par équipes                                                                       |
| ----- | -------------- | --------------- | ------------- | --------------------------------------------------------------------------------- |
| 2022  | Dustin Johnson | Branden Grace   | Peter Uihlein | 4Aces GC (Dustin Johnson, Patrick Reed, Talor Gooch et Pat Perez)                 |
| 2023  | Talor Gooch    | Cameron Smith   | Brooks Koepka | 4Aces GC (Dustin Johnson, Patrick Reed, Peter Uihlein et Pat Perez)               |
| 2024  | Jon Rahm       | Joaquín Niemann | Sergio García | Crushers GC (Bryson DeChambeau, Paul Casey, Charles Howell III et Anirban Lahiri) |